# 希拉 (雷焦卡拉布里亚广域市)

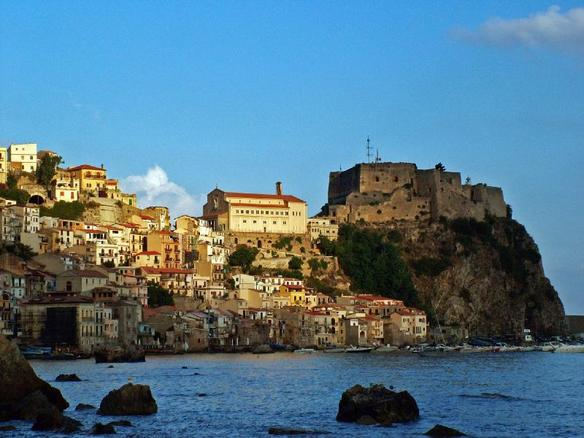
全景图

希拉（義大利語：Scilla）是意大利卡拉布里亚大区雷焦卡拉布里亞廣域市的市镇。面积为44.13平方公里，人口数量为4,901人（2017年）。